# Ultimate Comics: Hawkeye
Ultimate Comics: Hawkeye è una miniserie scritta da Jonahtan Hickman e disegnata da Rafa Sandoval nel 2012 ed è la prima del secondo rilancio dell'Universo Ultimate. Questa storia è intimamente legata agli avvenimenti della testata degli Ultimates, sempre scritta da Hickman, e avrà importanti conseguenze anche per la comunità mutante.
Protagonista assoluto è Clint Barton, Occhio di Falco a cui è stata affidata una missione nel Sud-Est Asiatico. In quella regione avrà modo di assistere con i propri occhi, insieme alla squadra speciale mutante Ultimate X, alla costruzione della nazione metaumana di Tian, sorta dalle ceneri della Repubblica del Sud-Est Asiatico.
Questa nazione asiatica era già stata introdotta in Ultimate Comics: Fall Out come una probabile minaccia per lo S.H.I.E.L.D.

## Trama
Clint Barton è stato inviato in missione a Bangkok nella R.S.E.A. (Repubblica del Sud Est Asiatico) con al seguito un Eliveivolo per monitorare la situazione fortemente instabile in cui vessa il paese a causa di alcuni movimenti insurrezionali contro il regime.
Giunto sul posto, attracca presso il Triskelion (uno delle nuove basi S.H.I.E.L.D. costruite in varie parti del mondo dopo gli avvenimenti che hanno riportato Fury a capo dell'organizzazione) e riceve da Fury l'ordine di partecipare alla lotta contro i ribelli, in quanto la Casa Bianca e il regime asiatico hanno raggiunto un accordo. In quel momento la struttura viene attaccata da tre metaumani, dotati di poteri telecinetici, ottici e di volo, che asseriscono che gli americani non sono più i benvenuti.
Sbarazzatosi di loro, Occhio di Falco, vuole vedere due scienziati locali che hanno chiesto asilo politico, per avere spiegazioni su quello che sta succedendo davvero nella R.S.E.A.
Clint scopre così che i due scienziati avevano sviluppato un programma per il potenziamento umano, con gli stessi fini del Programma Europeo e Americano del Super Soldato solo molto più avanzato e spregiudicato, basato su quello che loro chiamano il Piano: era loro intenzione sviluppare un morbo apparentemente innocuo che annullasse il gene X in modo tale che la futura popolazione mutante si riducesse a zero, togliendo alle altre nazioni il notevole bagaglio bellico composto dai mutanti.
Successivamente avrebbero fornito alla R.S.E.A. dei supersoldati di nuova generazione attraverso l'uso di una sostanza, il Siero, i cui risultati sono imprevedibili e non replicabili; ottenuto infatti da strumenti sperimentali e da un composto estremamente complesso, il Siero sarebbe stato iniettato a uomini di "sicura fede" che avrebbero servito il regime e la sua causa.
I primi iniettati sono stati sui centomila soggetti. La situazione è successivamente degenerata e nel paese è scoppiata una rivolta.
Trasmesse queste informazioni a Fury, questi, riconosciuta la loro arretratezza di fronte alla situazione, gli ordina di trovare assolutamente quel siero.
Partito con i due scienziati e una squadra di agenti, Clint raggiunge un laboratorio nascosto sotto il palazzo del governo ma il suo è un buco nell'acqua, dato che non riescono a ritrovare nessun materiale utile per la riproduzione del Siero. Durante questa incursione Barton ha modo di vedere cose incredibili: una bambina dotata di poteri distrugge una fila di carrarmati e una trentina di altri metaumani distruggono il palazzo governativo, simbolo del potere del regime.
Occhio di Falco si dirige a quel punto in un rifugio denominato "La Fossa dei Serpenti", dove si rimette in contatto con Fury il quale gli mostra un video trasmesso poco prima che si contattassero: un uomo, denominatosi Oracolo del Cambiamento, si proclama come la voce della rivoluzione in atto, affermando la caduta della R.S.E.A. e del suo governo. Al suo posto sorge Tian, casa del Popolo, e che ciò che è iniziato come qualcosa di crudele e malvagio, è sfociato in quello che sarà ricordato come il giorno più grande dell'umanità, poiché possiedono nelle loro mani ciò che permetterà all'uomo di diventare qualcosa di più.
Alla luce dei fatti Nick Fury invia a Occhio di Falco la sua squadra segreta di mutanti, Ultimate X, composta da Karen Grant (ovvero Jean Grey), da Firestar (ovvero Liz Allan), dal Guardiano (ovvero Derek Morgan) e da Hulk.
Ad una settimana di distanza Clint e i suoi danno d'assalto alle Città Gemelle di Tian, base del nuovo governo. Mentre Hulk attacca la Città Meridionale attirando su di sé l'attenzione dei suoi abitanti, i restanti membri della squadra si dirigono in quella Settentrionale.
Hulk affronta e uccide alcuni dei metaumani che gli si scagliano contro per bloccarlo fino a quando un di essi, estremamente potente non inizia metterlo alle strette. Clint e i suoi, invece scoprono che i metaumani chiamano il Siero la Fonte e ne hanno prodotta in grande quantità, incontrando anche il leader della Città Settentrionale, Kuan-Yn, chiamato Xorn.
Xorn, che appare come un uomo dalla testa fiammeggiate, celata da una maschera di metallo a forma di teschio, vestito di una tunica con il simbolo Yang del Tao sul petto, racconta a Clint gli eventi che hanno portato alla situazione attuale dal punto di vista suo e di suo fratello Shen-Yn, ora chiamato Zorn, e di come, una volta ottenuta la vittoria sul regime e constatato il loro grande potere e ciò che la Fonte è in grado di fare, loro due abbiano fondato due fazioni rispecchianti i due lati opposti della loro idea:
- I Celestiali capeggiati da Xorn, che vorrebbe espandere l'idea pacificamente e controllare il loro lato aggressivo derivato dalle vessazioni subite in passato, abitanti della Città Celeste di Tian

- Gli Eterni capeggiati da Zorn, che vorrebbe invece compiere un'azione più diretta e assecondare il loro lato aggressivo, abitanti della Città Eterna di Tian.

I metaumani della ex R.S.E.A. decisero di schierarsi in massa con Zorn, mentre solo duecentocinquantasette con Xorn.
Xorn lo avverte che mentre stanno parlando, Hulk sta ingaggiando un combattimento proprio con Zorn e si trova in grave pericolo, perché, al contrario di lui, suo fratello non è un tipo passivo.
Occhio di Falco, con gli Ultimate X e Xorn, si precipita alla Città Eterna interrompendo lo scontro tra Bruce e Zorn, che si presenta anch'egli come un uomo con la testa fiammeggiante, ma oscura al contrario di quella luminosa di Xorn, e vestito di una tunica con riprodotto sul petto il simbolo Yin del Tao.
Xorn non risponde alle intenzioni violente che Zorn vuole compiere in risposta a quella invasione per opera degli agenti S.H.I.E.L.D. ma piuttosto spiega a Karen Grant, che aveva provato a placare l'ira di Hulk prima che ci provasse l'orientale, che in realtà il futuro è espansione e chiede all'Oracolo del Cambiamento di diffondere il messaggio dei Celestiali ai quattro angoli della Terra.
L'Oracolo dice che chiunque sia oppresso, perseguitato o che semplicemente lo desideri, troverà accoglienza presso Tian. La Fonte trasformerà l'Umano in Celestiale, il Deviante in Eterno.
A fronte a queste intenzioni Karen, Liz e Derek decidono di restare Tian perché non vogliono più essere pedine del governo. Anche Hulk, calmatosi decide di restare, ma Xorn non lo accetta perché ha causato la morte di alcuni Eterni e quindi non può essere il benvenuto tra loro. Così il gigante viene traslato sulle montagne del Tibet presso il monastero dove già una volta aveva trovato rifugio, con l'augurio che possa così trovare se stesso.
Anche se rimasto solo, Clint dice di non poter tornare indietro senza la Fonte e così Xorn gliene offre un piccolo campione con l'avvertimento che questa sua scelta farà percorrere a tutti una strada molto tortuosa e difficile.
Tornato in America, consegna il campione a Fury. Un piccolo guadagno di fronte alle terribili perdite che hanno subito: un misterioso quanto pericoloso nemico che si fa chiamare il Creatore, a capo dei Figli del Domani, ha conquistato parte dell'Unione Europea e ha espugnato Asgard, il cui unico sopravvissuto è Thor.

## Approfondimenti
In questa miniserie si affronta anche parte del passato di Clint Barton prima della sua partecipazione alla squadra degli Ultimates, mostrando come il suo rapporto con Fury fosse di antica data e fondo.
Anni prima, Clint si era sottoposto ad un Programma, ovvero un progetto che gli ha conferito i suoi occhi potenziati (ora in essi vi sono quasi quattrocento milioni di bastoncelli contro i normali centocinquanta milioni di un uomo medio, e un numero inferiore di coni rispetto al normale che gli fanno vedere le cose soprattutto in bianco e nero con un forte contrasto, facendogli vedere ciò che è reale e quello appare solo come reale , come per esempio uno specchio unidirezionale). Si spiega che la sua fama di arciere olimpico sia derivata dal fatto che una volta ha partecipato a una gara, dopo aver subito il trattamento.
Finito nella prigione il Cubo per omicidio, Nick Fury lo tira fuori di prigione, comprendendo quanto le sue abilità possano essergli utili, facendogli ottenere un condono, una nuova identità, dando una passata di spugna sulla sua fedina penale, e facendolo entrare nell'esercito con il grado di capitano. Da quel giorno i due collaborano in missioni segrete per conto dell'America, fino a quando, dopo una missione in Kuwait, Nick lo informa che ha ottenuto il benestare del governo per formare una task force di super agenti e ha bisogno di qualcuno su cui contare, qualcuno come lui. Anche se non obbligato, Clint accetta ed entra a far parte degli Ultimates.

## Adattamenti e riprese
In questa miniserie vengono introdotti numerose versioni Ultimate di altrettanti elementi presenti nell'Universo Classico di Terra 616.
Tian qui viene presentata come una Nazione metaumana mentre la sua controparte è un luogo misterioso in cui gli X-Men si sono imbattuti, che ospitava un tempo una comunità di mutanti cinesi.
I fratelli Xorn e Zorn con le loro maschere sono i capi di Tian, mentre nell'universo classico sono due mutanti introdotti durante la gestione di Grant Morrison e sono stati membri degli X-Men.
Entrambi fanno capo a due fazioni con rispettive filosofie e ideologie che si controbilanciano perfettamente, anche se non in quantità numerica dato che la maggior parte dei membri del Popolo ha deciso di seguire Zorn; queste due comunità si fanno chiamare Celestiali e Eterni, come due razze dell'Universo Classico, una cosmica dotata di enorme potere che ha dato forma all'altra. Zorn inoltre si riferisce con disprezzo agli umani usando il termine di Devianti, anch'esso nome di una razza di mostri la cui esistenza deriva dai Celestiali e che sono i nemici naturali degli Eterni.
Ricompare inoltre anche la squadra mutante Ultimate X, della miniserie del primo rilancio Ultimate Comics: X